# Kasírí
Kasírí (arabsky الكثيري‎, al-Kathírí, anglicky Kathiri), oficiálně Stát Kasírí Seijúnu v Hadramautu (arabsky السلطنة الكثيرية - سيؤن - حضرموت‎, anglicky Kathiri State of Seiyun in Hadhramaut) byl jeden ze států v regionu Hadramaut na jihu Arabského poloostrova, který existoval od 14. do 20. století. Jeho hlavním městem byl Seijún.

## Historie
Příslušníci rodu Kasírí dobyli oblast Hadramautu ve 14. století, založili zde sultanát a stali se zde vládnoucí vrstvou. V 19. století ztratili většinu území na úkor nově vzniklého sultanátu Kuejtí, jež nejprve v roce 1858 dobyl město Šibam a následně města Šihr v roce 1866 a Mukallu v roce 1881. Tak přišlo Kasírí o přístup k moři a zůstala mu vláda pouze nad okolím města Seijún. V roce 1918 se stalo částí Adenského protektorátu.
V 60. letech 20. století se Kasírí nepřipojil k Jihoarabské federaci a zůstal pod britskou ochranou jako součást Jihoarabského protektorátu. Po odstoupení sultána 2. září 1967, komunisté sultanát ovládli a ten se 30. listopadu 1967 stal součástí Jižního Jemenu.
V roce 1990 se Jižní a Severní Jemen sjednotili do Jemenské republiky. V roce 2015 se většina území někdejšího sultanátu dostala pod kontrolu militantní islamistické organizace Al-Kajdá na Arabském poloostrově.

## Seznam sultánů
Vládnoucí sultány v Kasírí zachycuje tabulka:
| začátek vlády | konec vlády | tituly | jméno                                    |
| ------------- | ----------- | ------ | ---------------------------------------- |
| 1395          | 1430        | Sultán | Badr as-Sahab ibn al-Habrali Bu Tuwairik |
| 1430          | 1450        | Sultán | Muhammad ibn Ali                         |
| N/A           | 1495        | Sultán | Džafar ibn Abdallah                      |
| 1516          | 1565        | Sultán | Badr ibn Abdallah                        |
| 1565          | 1670        | N/A    | N/A                                      |
| 1670          | 1690        | Sultán | Džafar ibn Abdallah al-Kasírí            |
| 1690          | 1707        | Sultán | Badr ibn Džafar al-Kasírí                |
| 1707          | 1725        | Sultán | Abdullah ibn Badr al-Kasírí              |
| 1725          | 1760        | Sultán | Amr ibn Badr al-Kasírí                   |
| 1760          | 1800        | Sultán | Ahmad ibn Amr al-Kasírí                  |
| 1800          | 1830        | Sultán | Muhsin ibn Ahmad al-Kasírí               |
| 1830          | 1880        | Sultán | Ghalib ibn Muhsin al-Kasírí              |
| 1880          | 1929        | Sultán | al-Mansur ibn Ghalib al-Kasírí           |
| 1929          | 1938        | Sultán | Ali ibn al-Mansur al-Kasírí              |
| 1938          | 1949        | Sultán | Džafar ibn al-Mansu al-Kasírí            |
| 1949          | 1967        | Sultán | al-Husain ibn Ali al-Kasírí              |

## Poštovní známky
Od roku 1942 vydával sultanát poštovní známky označené "Kathiri State of Seiyun" s nadtitulem "Aden". Od roku 1966 došlo ke změně nadtitulu na "South Arabia" a v roce 1967 se na známkách objevil nový název "Kathiri State of Hadramaut". Celkem vyšlo 150 známek. Přes nevyjasněnou poštovní funkci některých emisí zvláště od roku 1966, kdy byla emisní činnost pod agenturním vlivem, odborníci tyto známky do filatelistických katalogů zařadili.